# Юшковский, Назар Логвинович
Назар Логвинович Юшковский (1926 — 27.05.1968, Украина) — гвардии старший сержант, помощник командира взвода стрелковой роты 783-го стрелкового полка, 229-й стрелковой дивизии, 21-й армии, 1-го Украинского фронта. Полный кавалер ордена Славы.

## Биография
Родился в 1926 году в деревне Круча Круглянского района Могилёвской области Белоруссии в крестьянской семье. Белорус. Окончил 7 классов. В 1941-42 годах был в партизанах на временно оккупированной территории Белоруссии.
В Красной Армии с 1944 года. На фронте в Великую Отечественную войну с ноября 1944 года. Воевал на 3-м Белорусском и 1-м Украинском фронтах.
Автоматчик 783-го стрелкового полка ефрейтор Назар Юшковский 5 февраля 1945 года, действуя в боевом охранении в районе города Гротткау, первым заметил группу противника, пытавшуюся атаковать подразделение с фланга. Открыв огонь из автомата, Назар Юшковский поразил шестерых вражеских солдат.
Приказом по 229-й стрелковой дивизии от 15 февраля 1945 года за мужество и отвагу, проявленные в боях, ефрейтор Юшковский Назар Логвинович награждён орденом Славы 3-й степени.
В период с 16 по 18 марта 1945 в боях за город Нейсе помощник командира взвода стрелковой роты 783-го стрелкового полка младший сержант Назар Юшковский возглавил атаку бойцов взвода и уничтожил до десяти противников.
Приказом по 21-й армии от 27 апреля 1945 года за мужество и отвагу, проявленные в боях, младший сержант Юшковский Назар Логвинович награждён орденом Славы 2-й степени.
7 мая 1945 года в боях за тактически важную высоту у германского города Штригау, расположенного в двадцати двух километрах севернее германского города Вальденбург, и близлежащие населенные пункты старший сержант Назар Юшковский, первым подняв бойцов взвода в атаку, с малыми потерями выполнил боевую задачу: ворвался на окраину Штригау и освободил его восточную часть.
Указом Президиума Верховного Совета СССР от 29 июня 1945 года за образцовое выполнение заданий командования в боях с немецко-фашистскими захватчиками старший сержант Юшковский Назар Логвинович награждён орденом Славы 1-й степени, став полным кавалером ордена Славы.
В 1945 году старшина Юшковский Н. Л. демобилизован. Жил в селе Поповка Конотопского района Сумской области Украины работал в совхозе «Конотопский». Скончался 27 мая 1968 года.
Награждён орденами Красной Звезды, Славы 1-й, 2-й, 3-й степеней, медалью «Партизану Отечественной войны» 2-й степени.